# Guillermo Tolosa
Guillermo Tolosa (Montevidéu, 1976) é um economista uruguaio. Foi nomeado presidente do Banco Central do Uruguai em 2025.

## Biografia
Tolosa é doutor em Economia pela Universidade da Califórnia em Los Angeles e licenciado em Economia pela Universidade da República.
Entre 2010 e 2016, atuou como representante do Fundo Monetário Internacional (FMI) em diversos países da Europa Oriental. Posteriormente, trabalhou como consultor na empresa Oxford Economics, entre 2016 e 2018. De 2018 a 2020, foi diretor do Centro de Estudos da Realidade Econômica e Social (CERES), instituição dedicada à pesquisa econômica no Uruguai.
Após esse período, retornou ao FMI, onde trabalhou em análises sobre o impacto da pandemia de COVID-19. Tolosa também atuou como docente de conjuntura econômica na Faculdade de Ciências Empresariais e Economia da Universidade de Montevidéu.
Em dezembro de 2024, o então presidente eleito Yamandú Orsi anunciou sua indicação para presidir o Banco Central a partir de março de 2025.